# Méricourt, Pas-de-Calais
Méricourt är en kommun i departementet Pas-de-Calais i regionen Hauts-de-France i norra Frankrike. Kommunen är chef-lieu över 2 kantoner som tillhör arrondissementet Lens. År 2022 hade Méricourt 11 651 invånare.

## Befolkningsutveckling
Antalet invånare i kommunen Méricourt
| Referens: INSEE |